# Synemosyna lauretta
Synemosyna lauretta là một loài nhện trong họ Salticidae.
Loài này thuộc chi Synemosyna. Synemosyna lauretta được Elizabeth Maria Gifford Peckham & George William Peckham miêu tả năm 1892.